# 博斯塔德
博斯塔德（瑞典語：Båstad）是瑞典斯科讷省博斯塔德市镇的城区。2010年有人口4,961人。